# Tancament del diari Euskaldunon Egunkaria

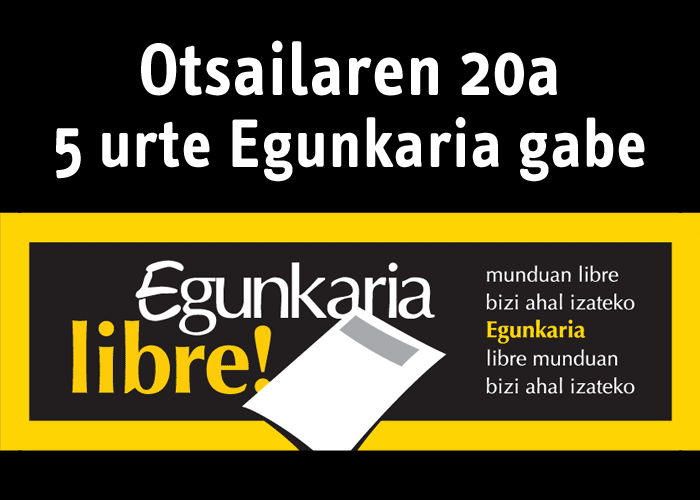
Fotografia reivindicativa difosa per la blogosfera basca cinc anys després del tancament de l’Euskaldunon Egunakaria

El 20 de febrer del 2003, la Guàrdia Civil va clausurar la redacció del diari Euskaldunon Egunkaria (en euskera: el diari dels bascos), i també el lloc web, sota el comandament del jutge Juan del Olmo, de l'Audiència Nacional d'Espanya.

## Euskaldunon Egunkaria
Euskaldunon Egunkaria era l’únic diari editat íntegrament en basc que es publicava sis dies a la setmana, de dimarts a diumenge. Es va estrenar el 6 de desembre de 1990, dirigit a “tots els lectors d'Euskal Herria” -Euskadi, Navarra i les tres províncies basques de França-. En els seus inicis, comptava amb 32 pàgines; quan el van tancar, en tenia al voltant de 60, sense comptar els suplements. La seva estructura era semblant a la resta de diaris generalistes: secció d’opinió, política i societat d’Euskal Herria, internacional, economia, esports o cultura.

## El tancament
A primera hora del matí del 20 de febrer del 2003, uns 300 guàrdies civils van ocupar la seu central de l’Euskaldunon Egunkaria, situat al parc cultural Martin Ugalde d'Andoain, a Guipúscoa. També van entrar a les delegacions de Bilbao, Pamplona i Vitòria-Gasteiz. En tots aquests punts, el cos armat va confiscar una nombrosa documentació: material d’escriptura, ordinadors, programes... A tot això també van afegir documentació que provenia de la Confederació d’Ikastoles, de les revistes Jakin i Argia, i de la fundació Euskalgintza Elkarlanean -actual editorial Elkar-.
Abans, però, el 14 de juliol de 1998, amb els mateixos arguments, el jutge Baltasar Garzón de l'Audiència Nacional també havia tancat el diari i emissora de ràdio Egin.
L'Audiència Nacional d'Espanya i el Ministeri d'Assumptes Exteriors del govern espanyol van signar una carta sense precedents adreçada als mitjans de comunicació, on explicaven que ETA era l'objectiu de l'operació contra l'Euskaldunon Egunkaria.

## Deu detinguts
La Guàrdia Civil va detenir deu persones durant aquell matí: 
- Martxelo Otamendi (director de l'Euskaldunon Egunkaria)
- Iñaki Uria (director representant de l'Euskaldunon Egunkaria)
- Joan Mari Torrealdai (president del consell d’administració de l’Euskaldunon Egunkaria, i director de la revista Jakin)
- Txema Auzmendi (membre del consell d'administració de l'Euskaldunon Egunkaria i subdirector d'Herri Irratia)
- Pello Zubiria (membre de la direcció de la revista Argia i exdirector de l’Euskaldunon Egunkaria)
- Xabier Oleaga (treballador d'Ikastolen Elkartea-Partaide, i exdirector de l’Euskaldunon Egunkaria)
- Fermin Lazkano (coordinador de Plazagune i ex gerent de l’Euskaldunon Egunkaria)
- Inma Gomila (exgerent de l'Euskaldunon Egunkaria)
- Luis Goya (1951-2006) (productor de cine i promotor d'Egunkaria Sortzen)
- Xabier Alegria (membre del Comitè Executiu d'Udalbiltza)

Els van tenir cinc dies incomunicats, sota la llei antiterrorista. Passats aquells cinc dies, nou dels deu detinguts van haver de declarar a l'Audiència Nacional d'Espanya; Pello Zubiria era a l'hospital. Txema Auzmendi no va admetre el no poder escollir el seu advocat, i no va voler declarar. Molts dels detinguts van denunciar davant el jutge que havien rebut tortures i mals tractes per part dels guàrdies civils durant els dies d'incomunicació; van ser: Iñaki Uria, Xabier Oleaga, Martxelo Otamendi, Xabier Alegria i Txema Auzmendi. El ministre espanyol d'Interior va formalitzar querelles contra els denunciants de tortures, argumentat que aquesta conducta era col·laborar amb ETA.
Tret el cas d’Iñaki Uria, totes les denúncies van ser arxivades; el cas d’Uria va passar a ser en mans d’un jutge de Donostia, que després va portar a un altre jutge de Madrid. La denúncia de Martxelo Otamendi és en mans del Tribunal Constitucional espanyol, però no hi ha novetats sobre el tema. El mateix Otamendi, per exemple, va denunciar les tortures davant les càmeres de l'ETB just el dia que va sortir de la seva detenció.
Després dels dies d’incomunicació, el jutge va portar a la presó a Torrealdai, Uria, Uzmendi, Oleaga, Zubiria i Alegria. Otamendi, Lazkano, Gomila i Goia van quedar lliures.
El 12 d’abril de 2021, l’Audiència Nacional va fer pública l’absolució dels cinc imputats del cas: Otamendi, Uria, Torrealdai, Auzmendi i Oleaga.

## La resposta
El 21 de febrer va sortir als quioscs la publicació Egunero -cada dia, en èuscar-, un monogràfic de 16 pàgines que explicava l’operatiu policial del dia anterior. Es van esgotar els 50.000 exemplars distribuïts. En el Parlament Basc EA, PNB, EB-IU i SA van denunciar el tancament, amb l’Egunero a la mà.
La societat impulsora del basc Kontseilua va organitzar una manifestació pel 22 de febrer, la que seria l’acció de rebuig més gran d’aquells dies. S’hi van sumar els partits AB, Aralar, AuB, Batasuna, EA, PNB, EB-IU, i els sindicats STEE-EILAS, ELA i LAB, i les organitzacions AEK, Elkarri, ESAIT i Demoak. Hi van participar representants del món cultural basc de tota mena.